# Падела (Терни)
Падела је насеље у Италији у округу Терни, региону Умбрија.
Према процени из 2011. у насељу је живело 17 становника. Насеље се налази на надморској висини од 298 м.